# Bistveni udarec mojstra An'ana
Bistveni udarec mojstra An'ana je roman o problematiki in nastajanju pisanja. Sestavljen je iz nepovezanih zgodb. V njem nastopi veliko oseb. Pripovedovalec je prvoosebni.

## Povzetek
Pisateljeva želja je znebiti se stereotipnih tematik in pisati samo resnico, takšno kot je. Želi pisati surovo in neposredno o trpljenju, ljubezni, strasti, prizadevanjih, vrednotah, porazih in zmagah brez olepševanja. Če je večina pisala o rojstvu, je on pisal o smrti, če so pisali o soncu, je on pisal o mraku, če so pisali o slabem, je on pisal o dobrem itd. 
Sprašuje se, če je njegova literatura res grda samo zato, ker ni takšna, kakršno jo družba pričakuje. Včasih ga je strah in dvomi vase, saj se pogosto počuti osamljenega pri uresničevanju svojih idej. Smisel življenja vidi v pisanju, v svoji domišljiji. Njegova nuja je pisanje, zato se, ko ne ve kaj bi napisal, počuti utesnjenega. Ko išče pisatelja v sebi, ponavlja »Kje si, o kje si An'an?«. Odgovora nazaj nikoli ne dobi, saj kliče samega sebe. 
Pravi, da je vse zamenljivo, relativno in istovetno, ker je neresnično. Literatura, ki je urejena, ima sistematiziran svet (npr. znanstvena fantastika), avtorju ni zanimiva. On v ospredje postavi človekov jaz, njegove čute, zavest. Njega bolj zanima, kaj se dogaja znotraj človekovega sebe. Verjame, da je človek sam svoj najhujši in edini sovražnik. Doleti ga obdobje, ko volja usahne. Ne vidi smisla v trudu, misli da je življenje prekratko, da bi ga tratil za pisanje, saj ga na koncu tako ali tako čaka smrt.
Toliko kot je oseb v romanu, toliko je svetov. Zato ne moremo prepoznati, kateri od likov je zares pisatelj. Svetovi so navidezni.

## Kritike
"Značilno in naravno je, da ni v njem nikakršnega lahkotnega esteticizma, samovšečne bravure, gibkega aleksandrinizma, kar vse preplavlja današnjo mlajšo slovensko prozo; Bistveni udarec je temeljno delo, izpraskano iz avtorjeve eksistence, mučno manično v iskanju prave ritmično nelepotne podobe, surovo v radikalnosti podviga, zavidanja vredno v neprilagodljivosti vsakršnim vladajočim okusom in dokumentarno v osvajanju meje, do katere sploh more segati pisanje, ki se mu še reče proza." (Kermauner 1978: 183)
"Mojster An'an odpira eno od poti vračanja k literaturi, s tem pa tudi nas k samim sebi. le tako lahko ugledamo lietarturo in le tako lahko zaslutimo, kam se moramo obrniti, da bomo zaslutili literarnost literarnih besedil." (Poniž 1981: 208)
"Čutne vtise in predstave naniza v bujnih, nemotiviranih in nenadzorovanih tokovih, tako da nas z njimi prekrije in nas šokira s svojo zmedenostjo do živčnosti ali do brezupnega čakanja na kak dogodek, potek stvari ali smisel (na primer Franci Zagoričnik: Bistveni udarec mojstra An'ana, Emil Filipčič: Grein Vaun)." (Simčič 1980: 2)